# Jules-Édouard Prévost
Pour les articles homonymes, voir Jules-Édouard Prévost (médecin) et Prévost.
Jules-Édouard Prévost, né le 21 novembre 1871 à Saint-Jérôme où il est mort le 13 octobre 1943, est un éditeur, journaliste et homme politique fédéral du Québec.

## Biographie
Né à Saint-Jérôme dans la région des Laurentides, il étudie au Collège Saint-Sulpice de Montréal avant de partir étudier à Paris, Bruxelles et Rome au couvent des Pères du Très-Saint-Sacrement. Il se fait confier la direction du journal L'Avenir du Nord en 1897 et en devient propriétaire en 1902. En 1912, il épouse à L'Orignal, en Ontario, Hermine Smith. En 1910, il devient membre du Conseil québécois de l'instruction publique et est, de 1914 à 1916, président d'une société caritative de Terrebonne.
Élu député des libéraux de Laurier dans la circonscription fédérale de Terrebonne en 1917, il est réélu député du Parti libéral du Canada en 1921, 1925 et en 1926. Il ne se représenta pas en 1930 pour accepter le poste de sénateur dans la division de Mille Isles, poste offert par le premier ministre William Lyon Mackenzie King. Il demeura au Sénat jusqu'à son décès en 1943 à l'âge de 71 ans.
Son père homonyme, Jules-Édouard Prévost, fut médecin, conseiller municipal et animateur culturel, ayant grandement contribué au développement de la région de Saint-Jérôme.
Son oncle, Wilfrid Prévost, fut député fédéral de Deux-Montagnes de 1872 à 1875.
Le fonds d'archives de la Famille Prévost est conservé au centre d'archives de Montréal de Bibliothèque et Archives nationales du Québec.